# Chandakavadi, Chamarajanagar
Chandakavadi là một làng thuộc tehsil Chamarajanagar, huyện Chamarajanagar, bang Karnataka, Ấn Độ.